# Северный Паук
«Се́верный Пау́к» — серия рисунков и комиксов авторства российского художника Евгения Зубкова. Изначально «Северный Паук» развивался как серия рисунков, изображающих Человека-паука, супергероя комиксов американского издательства Marvel Comics, в реалиях Сибири начала нулевых. Популярность работ Зубкова привела к созданию отдельной одноимённой серии комиксов. Сценаристом выступил автор идеи Евгений Зубков, за иллюстрации отвечал художник Егор Герасимов, а за покраску рисунка — Дарья «Одуванчик» Кислюк. Пилотный выпуск «Северного Паука» вышел 16 мая 2023 года при поддержке издательства «Терлецки Комикс».
Действие «Северного Паука» происходит в 2003 году в вымышленном городе Нефтесибирск. Главным героем рисунков и комиксов является Никита Наумов — российский студент, живущий со своей бабушкой. Никита ведёт двойную жизнь: после пар он облачается в собственноручно созданный костюм Северного Паука и защищает родной город от преступности. Противостоят ему различные злодеи, обладающие сверхспособностями. Так как «Северный Паук» — оммаж на оригинальные комиксы о Человеке-пауке, многие из злодеев являются переосмыслениями противников этого супергероя. Например, Электрик, противник Северного Паука в первом выпуске, это адаптированная версия суперзлодея Электро.
Проект «Северный Паук», как комикс, так и картины, привлёк внимание пользователей сети и журналистов. Популярность и вирусность картин привели к созданию комикс-адаптации, которая получила в основном сдержанно-положительные отзывы: среди положительных элементов комикса журналистами отмечались рисунки Герасимова и Кислюк, оригинальные злодеи, придуманные Зубковым с нуля, а также соответствие главного героя духу оригинального Человека-паука; сдержанно была воспринята аутентичность заданному сеттингу. Комикс «Северный Паук» вошёл в списки лучших комиксов/манги 2024 года российских изданий «Мир фантастики» и «Тинькофф Журнал».

## Сюжет
В центре сюжета «Северного Паука» — обладающий суперспособностями молодой человек по имени Никита Наумов. Он живёт в вымышленном городе Нефтесибирск вместе со своей бабушкой Таисией Ивановной, посещает техникум, а в перерывах между учёбой облачается в собственноручно созданный костюм и борется с преступностью. В одном из столкновений с преступниками Никита одолевает Геру — бандита, который хотел перерезать провода на электростолбе. В результате удара разрядом в 400 вольт в состоянии гипертермии Гера получает суперспособность, а именно — управление электричеством. Он берёт себе прозвище «Электрик» и отправляется на работу, в компанию под названием «Город», чтобы отомстить неуступчивому начальству. Северному Пауку удаётся вновь одолеть его с помощью воды, устроив Электрику короткое замыкание. После этого Нестор Кириллович Озолин, глава «Города», приказывает подоспевшей полиции отправить злодея в засекреченный «санаторий» под названием «Застенок».
В санатории некий учёный рассказывает Электрику, который находится в бессознательном состоянии, что он когда-то был частью секретного советского проекта по созданию сверхлюдей. В 1986 году проект закрыли, однако в нынешнее время учёный смог найти нового «благодетеля» в лице Нестора Озолина, с чьей помощью сумел возобновить эксперименты. Учёный вводит Электрику специальную сыворотку, благодаря которой тот сможет оправиться после полученных травм, однако Электрик неожиданно приходит в себя, взрывает лабораторию и уходит в направлении АЭС. Воспользовавшись суматохой, лабораторию также покидают двое мутантов: девушка Соня с телепатическими способностями, чей процесс старения остановился ещё в детстве, и её брат-близнец Илья — немногословный высокий мужчина со способностью к регенерации. Они объединяются с Северным Пауком, чтобы остановить Электрика и предотвратить взрыв на АЭС. Не без труда, но им это удаётся, однако во время сражения Никита теряет свою маску и, тем самым, ставится под угрозу его тайна личности — камеры видеонаблюдения успели запечатлеть его лицо.

### Персонажи
- Никита Петрович Наумов / Северный Паук — протагонист серии. Увлекающийся наукой студент Нефтесибирского политехнического техникума и по совместительству супергерой, известный под прозвищем Северный Паук. Живёт вместе со своей бабушкой Таисией Ивановной, от которой, как и от всех других, скрывает свою супергеройскую деятельность[2]. Его образ основан на Человеке-пауке — супергерое комиксов американского издательства Marvel[3]. Как и Человек-паук, Северный Паук обладает повышенной выносливостью, способен держаться на отвесных поверхностях, а также выпускать паутину из рук с помощью собственноручно созданного устройства[1][4].
- Таисия Ивановна — бабушка главного героя. Таисия — пожилая женщина, которая в одиночку опекает юного Никиту и всячески следит за его благополучием. Не подозревает, что её внук является супергероем по прозвищу Северный Паук. Как и в случае с Северным Пауком, персонаж Таисии Ивановны был создан на основе героини комиксов издательства Marvel, а именно — Тёти Мэй, родной тёти Питера Паркера, более известного как супергерой Человек-паук[1].
- Гера / Электрик — первый враг Северного Паука, обладающий суперспособностями. Гера — сирота и бывший детдомовец, над которым проводили научные эксперименты с целью сделать из него сверхчеловека. До становления суперзлодеем по прозвищу Электрик работал электромонтажником в компании «Город»[1]. Как и у других героев «Северного Паука», образ Электрика создавался на основе персонажа комиксов Marvel, а именно — суперзлодея Электро[5]. Как и Электро, Электрик может производить, поглощать и использовать электричество, например, чтобы атаковать противников метая молнии от кончиков своих пальцев[1][3].

## История создания

### Авторский состав
Автором всего проекта является российский цифровой художник Евгений Зубков родом из города Алейска Алтайского края, который получил известность прежде всего за серии картин, представляющих российскую действительность в антураже киберпанка. Зубков создал первоначальные картины серии «Северный Паук», а затем выступил как сценарист одноимённого комикса. Помимо сценария Зубков занимался окончательным оформлением страниц комикса, а также выступил автором обложек всех выпусков (кроме новогоднего спецвыпуска); иллюстрацией, использованной Зубковым в качестве обложки пилотного выпуска, стала одна из его раннее опубликованных картин по «Северному Пауку». Продюсером и издателем печатной версии комикса стал российский комиксист Виталий Терлецкий, наиболее известный по комикс-трилогии «Собакистан» и компьютерной игре «Альтушка для скуфа». Публикация всех электронных выпусков, а также издание печатной версии «Северного Паука» осуществлялись при поддержке его издательства «Терлецки Комикс». Помимо помощи с изданием, Терлецкий также выступил автором одной из альтернативных обложек печатного издания комикса.
Художником комикса «Северный Паук» стал иллюстратор Егор Герасимов из Москвы, известный по своей работе над комиксами издательства Bubble, в том числе над сюжетными арками «Отпуск» и «Насмерть» серии «Майор Игорь Гром», сюжетом «Второй шанс» серии «Сокол», а также по обложке для комикса «Психопанорама» издательства Alpaca. Помимо рисунка Герасимов также создал одну из вариативных обложек печатного издания «Северного Паука» и выступил автором сценария новогоднего спецвыпуска. За покраску рисунка Герасимова отвечала питерская колористка Дарья «Одуванчик» Кислюк, которая, как и Егор, успела поработать над комиксами Bubble, среди которых покраска истории «Старый друг» сценаристки Надежды Коноваловой для сборника «Брат. 25 лет».

### Дизайн окружения и персонажей
Северный Паук — это не «импортозамещение» и не «наш ответ Западу», это фанатская неофициальная альтернативная вселенная, которая в теории может когда-нибудь даже вписаться в канон. Ну и со временем проект будет постепенно уходить от пародийности в сторону чего-то более свежего и оригинального, с новыми персонажами и их историями.
Концепцию «Северного Паука» его создатель Евгений Зубков описал как фанатскую альтернативную версию Человека-паука и сравнил её с официальными воплощениями этого героя от издательства Marvel Comics в сеттинге различных стран (с индийским Человеком-пауком Павитром Прабхакаром и британским Человеком-пауком Уильямом Брэддоком). Таким образом, он перенёс историю и мифологию Человека-паука из Нью-Йорка, США в российскую Сибирь, представив в качестве места действия вымышленный город Нефтесибирск. Нефтесибирск, в свою очередь, был изображён как типичный российский промышленный город со всеми вытекающими характеристиками: что в серии картин, что в комиксе антураж состоит из малоэтажных панельно-каркасных жилых домов советской застройки, промышленных объектов, вроде АЭС, а также суровых климатических условий (холод, ветер, частый снегопад) и общей «серости» окружения. Во многом такой сборный образ промышленных городов России был вдохновлён родным городом автора, Алейском (Алтайский край), в котором тот провёл своё детство. Хронологически действие картин и комикса разворачивается в первой половине нулевых, однако во вселенной «Северного Паука» технологический прогресс проходит более быстрыми темпами, чем в реальности, что привело к раннему появлению социальных сетей и относительно развитой робототехнике.
Костюм Северного Паука был создан таким образом, чтобы сохранить узнаваемые черты оригинального героя (маска с крупными линзами, сине-красная палитра в одежде, символ паука на костюме) и одновременно сделать его более «реалистичным», приземлённым и аутентичным месту действия. Именно поэтому на смену обтягивающему и не стесняющему движений супергеройскому костюму пришла повседневная утеплённая одежда: ветровка с собственноручно нанесённым узором паука на груди, спортивные штаны и наколенники, кеды, а вместо цельной маски — балаклава, защитные очки и респиратор. Изначально предполагалось, что респиратор будет необходим герою из-за неблагоприятных экологических условий в городе, однако позже от этой идеи было решено отказаться. Тем не менее респиратор всё же остался в конечном образе из практических соображений: через него удобнее дышать, чем через плотную ткань, а ещё его можно отсоединить, не снимая при этом всю маску. Примерно такой же подход сохранялся и при переосмыслении противников Человека-паука. Так, например, Веном из инопланетного симбиотического существа превратился в «Чёрную Смерть» — неудачный научный эксперимент по созданию организма для переработки сырой нефти на основе ДНК частично-синтетической бактерии Mycoplasma laboratorium и генетически модифицированного гриба-слизевика Physarum polycephalum.

### Производственный процесс

Одна из первых картин по «Северному Пауку».
Художник: Евгений Зубков.

Евгений Зубков вынашивал идею «Северного Паука» ещё с детства. Уже будучи сформировавшимся художником он начал создание первой серии рисунков. Описывая процесс создания картины, Зубков объяснил, что прежде всего фиксирует появившуюся идею в заметках, параллельно прорабатывая концепцию, список ключевых элементов будущего рисунка и отсылки для атмосферы. На создание одного рисунка у автора уходило до месяца, а сам он описывал процесс как «очень долгий и сложный». Отличительной особенностью картин в сравнении с другими работами Зубкова является большое количество различных отсылок на те или иные явления поп-культуры, связанные с Человеком-пауком (отсылки к трилогии фильмов Сэма Рэйми), либо с жизнью в России (робот-заяц из «Ну, погоди!» в формате игрушки, пародирующий сеть продуктовых магазинов «Пятёрочки» пакет «Шестёрочки», телеведущий Леонид Каневский в образе Джей Джона Джеймсона, Станислав Барецкий в образе Кингпина и т. д.). Параллельно созданию картин автор также прорабатывал сюжет вымышленной вселенной, в том числе предысторию главного героя. Изначально Зубков планировал выпустить «Северного Паука» в формате артбука, который содержал бы в себе все ранее выпущенные картины серии, а также авторские заметки. В какой-то момент, однако, он осознал, что ему не хватает времени и возможности для создания достаточного количества картин для наполнения артбука: «За три года я сделал всего 12 артов — и понял, что не справлюсь в одиночку, надо менять формат». Так как в комментариях к постам с картинами по «Северному Пауку» пользователи неоднократно просили создать комикс-адаптацию, Зубков решил изменить формат печатного издания проекта с артбука на полноценный комикс.
Чтобы собрать творческую команду для создания комикса Зубков обратился за помощью к автору комиксов и основателю издательства «Терлецки Комикс» Виталию Терлецкому, который и занимался поиском подходящих кандидатур. Сам же Зубков занимался полировкой сценария, который был готов ещё в процессе создания картин. Так, например, если в картинах Никита Наумов изображался школьником, то в комиксе он показан учащимся местного техникума. Также изначально планировалось, что сюжет комикса начнётся с предыстории главного героя. Тем не менее, в процессе обсуждения с командой было принято решение начать с основного сюжета, чтобы сразу показать главного героя в действии, а предысторию раскрывать постепенно, через флешбэки. По словам авторов, процесс создания пилотного выпуска занял полтора месяца, а бюджет составил около 250 тысяч рублей. По собственным признаниям, чтобы уложиться в обозначенные сроки художник комикса Егор Герасимов рисовал страницы не по порядку их следования, а «вперемешку» — так, самой первой была нарисована последняя страница комикса. Кроме того, для достоверной передачи интерьера квартиры главного героя и его бабушки Герасимов смоделировал трёхмерную модель с планировкой жилья, «буквально за 5 минут». По готовности рисунка художник передавал работу колористке Дарье «Одуванчик» Кислюк, которая добавляла цвет чёрно-белым иллюстрациям, также в процессе получая предложения и правки от Герасимова. Окончательные правки, определявшие готовый внешний вид страниц, вносил Евгений Зубков.

### Издание и продвижение

Одна из альтернативных обложек печатного издания комикса.
Художник: Влад Здор.

Первая серия картин была опубликована автором в социальных сетях 23 ноября 2020 года и состояла из трёх работ: Северный Паук с пакетом из магазина на фоне промышленного города, Северный Паук сражающийся с «Жестянщиком» (переосмысленным вариантом злодея Тинкерера из Marvel Comics), а также картина, изображающая личную комнату Северного Паука с учебниками, старым компьютером и устройством для метания паутины. За несколько дней пост с картинами серии «Северный Паук» набрал больше 800 000 просмотров; работы Зубкова завирусились в сети и привлекли к себе внимание СМИ и интернет-пользователей. 7 апреля 2022 года Зубков представил новые картины из серии «Северный Паук» в количестве пяти штук. 13 января 2023 года вышла, на данный момент, последняя серия картин по «Северному Пауку» в количестве четырёх штук.
Пилотный выпуск «Северного Паука» вышел 16 мая 2023 года посредством цифровой дистрибуции, в официальном сообществе Евгения Зубкова в социальной сети «ВКонтакте». Вместе с тем Зубков сообщил, что пилотный выпуск — лишь начало планируемой серии комиксов, которую автор собирается развивать методом краудфандинга — при финансовой поддержке со стороны своей аудитории через систему «VK Donut». Уже 30 мая автор в интервью газете «Metro Москва» заявил, что большая часть суммы для создания продолжения уже собрана и что команда комикса приступила к созданию второго выпуска, выход которого намечен на лето 2023 года. Второй выпуск вышел 7 октября 2023 года и так же был опубликован во «ВКонтакте». В начале декабря 2023 года на книжной ярмарке Non/fiction художник «Северного Паука» Егор Герасимов анонсировал выход новогоднего спецвыпуска, выход которого состоялся 31 декабря 2023. Третий и последний на данный момент электронный выпуск вышел 31 августа 2024 года. 15 ноября 2024 был открыт предзаказ на печатное издание «Северного Паука», в состав которого вошли все ранее опубликованные выпуски, а 20 декабря 2024 года состоялся выход книги в продажу. Комикс также получил несколько альтернативных обложек, одна из которых ранее являлась фанатской работой художника под псевдонимом Shvenk. 15 апреля 2025 года Зубков объявил, что после выхода первого тома и трёх выпусков «Северный Паук» получит продолжение и что новый номер комикса выйдет «скорее всего летом».
Также для продвижения «Северного Паука» Евгений Зубков совместно с различными брендами и другими авторами создавал сопутствующую продукцию. 19 мая 2022 года состоялся релиз демисезонной куртки Северного Паука в коллаборации с архангельским брендом одежды «Индивид». В сентябре 2022 вышла пользовательская модификация для компьютерной игры Marvel’s Spider-Man, которая заменяет один из костюмов в игре на костюм Северного Паука из работ Зубкова. В июне 2024 года Евгений Зубков совместно с YouTube-каналом Whisp выпустил короткий 18-секундный анимационный ролик под названием «Northern Spider x Whisp Collision of Dimensions», выполненный в стилистике полнометражных мультфильмов «Человек-паук: Через вселенные» и «Человек-паук: Паутина вселенных».

## Восприятие
После публикации первых работ по «Северному Пауку» в формате картин проект получил широкую огласку в СМИ. В целом журналисты обращали внимание на обилие отсылок на картинах и забавный «внешний вид» Северного Паука, сами картины описывались как «потрясающие» и «необычные». Некоторыми журналистами отмечалось, что новые работы Зубкова смогли «привлечь внимание пользователей сети» и получить в основном хвалебные комментарии.
«Северный Паук» в формате комикса получил преимущественно сдержанно-положительные отзывы. Редакторы «Мира фантастики» Борис Блинохватов, Денис Варков и Дарья Беленкова назвали комикс «яркой русской супергероикой с северным колоритом», Варков же отдельно отметил «любопытным» авторский подход к злодеям: «Помимо адаптации уже известных врагов Человека-паука <…>, Зубков показывает и своих персонажей, чьё происхождение окутано тайнами и связано с ранними годами самого Наумова». Журналистки «2x2.Медиа» Арина Пырина и Юлия Андрианова похвалили работу художника и колористки, назвав иллюстрации для комикса «великолепными» и «отдельным плюсом [„Северного Паука“]». Михаил Александров, представляющий «КГ-Портал», оценил проект сдержанно и заключил, что автор пожертвовал аутентичностью отображения реалий 2003 года и суровых климатических условий Сибири в угоду сценарным нюансам, однако остался доволен «очень приятным» рисунком и соответствием характера Никиты Наумова оригинальному Человеку-пауку — Питеру Паркеру; как итог, Александров назвал комикс «додзинси кaк ecть» с потенциалом к дальнейшему развитию в нечто более интересное. В свою очередь рецензент GeekCity.ru Иван Воробьёв крайне негативно охарактеризовал свои впечатления от прочтения комикса и высказал мнение, что «дальше концепта эту вещь не стоило уводить ни в коем случае».
Также «Северный Паук» был включён в списки лучших комиксов 2024 года различных изданий. Так, «Северный Паук» вошёл в список лучших комиксов 2024 года по версии сайта «Тинькофф Журнал» вместе с такими комиксами, как «Егор и Яна: Печаль моя светла» (Дмитрий Чинов, Владимир Наумов и Ольга Лаврентьева) и «Булгаков: Путь мастера» (Алексей Трошин и Мария Шамова); редакционным советом журнала «Мир фантастики» из журналистов Бориса Блинохватова, Дениса Варкова и Дарьи Беленковой «Северный Паук» также был выбран как один из «Лучших комиксов 2024 года» (наряду с такими работами, как комикс «4итеры» издательства Bubble Comics и русскоязычное издание манги «Акира» мангаки Кацухиро Отомо).